# Lliga Espanyola dels Drets de l'Home
La Lliga Espanyola per a la Defensa dels Drets de l'Home i del Ciutadà es constituí a Madrid el 23 de novembre de 1913 amb l'objectiu d'estendre i afirmar els drets individuals inherents a la personalitat humana. Va ser refundada en 1922 com a Lliga Espanyola dels Drets de l'Home sota la presidència de Miguel de Unamuno.
Va comptar entre els seus membres a destacats intel·lectuals, polítics i artistes com Azorín, Salvador Dalí, Manuel de Falla, Manuel Azaña, José Ortega y Gasset, Miró, Unamuno, Julián Besteiro, Lluís Simarro Lacabra, Federico García Lorca, Américo Castro, Atilano Coco Martín i Sánchez Albornoz, entre d'altres. El Coronel Carlos Romero Giménez, militar lleial a la República Espanyola i lluitador antifeixista va ser un dels seus presidents.
Posteriorment, després de l'arribada de la democràcia a Espanya es va modificar el nom a Lliga Espanyola Pro-Drets Humans, havent estat reconeguda pel Ministeri de l'Interior. És una associació espanyola no governamental, apolítica, aconfessional i sense ànim de lucre, la fi primordial del qual és la defensa i vigilància dels drets i les llibertats fonamentals, promovent la seva defensa davant organismes internacionals. Té Estatut Consultiu Especial de les Nacions Unides davant l'ECOSOC. Pertany a la Federació d'Associacions de Defensa i Promoció dels Drets Humans així com a altres organitzacions de drets humans nacionals i internacionals. Participa activament en congressos, conferències, seminaris i col·loquis referits a la divulgació i defensa dels drets humans. En 1993 va formar part, juntament amb altres organitzacions, de la Plataforma d'ONG de Drets Humans per representar a les ONG de Drets Humans d'Espanya en el Fòrum i Conferència Mundials de Drets Humans celebrat en Viena. Actualment el seu president és Francisco José Alonso Rodríguez.
És una institució aconfessional i apolítica. Entre els seus objectius es troben la defensa i vigilància dels Drets Humans i les seves llibertats fonamentals. La formació cívic-moral i social dels ciutadans. Cimentar les bases per al diàleg, la tolerància i la fraternitat entre tots els éssers humans racionals amb la finalitat que la pau, la llibertat i la justícia. Condemnar la violència i el terrorisme.